# 1,2-二甲酰肼
1,2-二甲酰肼是一种有机化合物，化学式为C2H4N2O2，它可由甲酸乙酯和水合肼反应制得。它和氯化亚砜在二甲基甲酰胺中反应，可以得到二(二甲氨基亚甲基)肼二盐酸盐。